# 轟轟戰隊冒險者 THE MOVIE 最強的Precious
《轟轟戰隊冒險者 THE MOVIE 最強的Precious》(轟轟戦隊ボウケンジャー THE MOVIE 最強のプレシャス)，為日本特攝電視劇《轟轟戰隊冒險者》的獨立劇場版，本作是紀念《超級戰隊系列》誕生30作品和東映創立55週年，於2006年8月5日上映。
此外日本當地同步上映《假面騎士KABUTO》劇場版《劇場版 假面騎士KABUTO God Speed Love》

## 本作特色
- 本作繼《百獸戰隊牙吠連者VS超級戰隊》、《劇場版 百獸戰隊牙吠連者 怒吼吧，火山》後，東映第三部為紀念《超級戰隊系列》誕生的電影作品。

## 登場角色
| 演員/配音員 | 角色     | 代號     | 台配   |
| ----------- | -------- | -------- | ------ |
| 高橋光臣    | 明石曉   | 冒險紅   | 李景唐 |
| 齋藤康嘉    | 伊能真墨 | 冒險黑   | 于正昌 |
| 三上真史    | 最上蒼太 | 冒險藍   | 賀宇傑 |
| 中村知世    | 間宮菜月 | 冒險黃   | 詹雅菁 |
| 末永遙      | 西堀櫻   | 冒險粉紅 | 馮嘉德 |
| 出合正幸    | 高丘映士 | 冒險銀   | 劉傑   |
| 堀秀行      | 茲邦     | 黃金之劍 | 李景唐 |

### 相關人物
- 牧野森男（演：齊木茂／台灣CV：賀宇傑）

### 本作登場人物
- 明石虹一（演：倉田保昭）

明石曉的父親。
- 繆絲（演：星井七瀨）

## 戰力

### 大探險
由06~10戰車：轟轟鑽頭(Drill)、轟轟挖土機(Shovel)、轟轟水泥車(Mixer)、轟轟吊車(Crane)、轟轟噴射機(Jet)所結合之大冒險陣勢。
於本作中首次使用此陣式時被警告過一旦合體失敗的話會導致6至10號戰車全數毀滅，但最後仍然成功合體。
於《轟轟戰隊冒險者》本篇Task.40再度登場，必殺技為冒險閃光。